# Iberolacerta horvathi
La lagartija de Horvath (Iberolacerta horvathi) es una lagartija perteneciente a la familia Lacertidae. Hasta hace poco era clasificada en el mismo género que las lagartijas de arena (Lacerta sp.) por sus similitudes morfológicas.
Su hábitat natural son los bosques templados, zonas de matorrales y áreas rocosas del norte de Italia, Croacia, oeste de Eslovenia y sur de Austria. Precisamente sus poblaciones  más orientales se encuentran fuertemente fragmentadas, lo que suponen una amenaza a su supervivencia incluyéndose en la lista roja de especies próximas a ser declaradas en peligro de extinción.
Se la considera una reliquia de la última glaciación, superviviente de una familia mayor de la que descendería.